# Hellum
Hellum (Gronings: Helm) is een klein dorp in de gemeente Midden-Groningen in de provincie Groningen (Nederland). Het dorp, dat vroeger ook wel Helm genoemd werd, ligt tussen Schildwolde en Siddeburen. Het heeft 560 inwoners. Hellum behoorde vanouds tot de landstreek Duurswold.

## Geschiedenis
Hellum ligt op een zandrug, die is ontstaan in de voorlaatste ijstijd. Uit prehistorische vondsten kan worden opgemaakt dat de omgeving van het dorp al 4000 jaar voor onze jaartelling bewoond moet zijn geweest. Daarna is het gebied bedekt met hoogveen.
Het huidige dorp Hellum is ontstaan omstreeks het jaar 1000 als hoogveenontginning. De naam verwijst mogelijk naar de hoogte of opduiking waarop kerk en toren zijn gebouwd. Moerman rekent de naam daarentegen tot de -heem namen, mogelijk met het voorvoegsel hel- 'glooiend, helling'. Onder de toren, die zich op het hoogste punt van het dorp bevindt, is nog een samengedrukt hoogveenpakket van 80 cm te vinden, zodat het hoogveen aanvankelijk de toppen van de zandrug moet hebben bedekt. Het dorp is waarschijnlijk minder oud dan de buurdorpen. In de oudste kerkelijke registers waarin beide buurdorpen worden genoemd, komt Hellum nog niet voor. De eerste kolonisten en de schenkers van het oudste kerkeland kwamen waarschijnlijk uit de richting van Loppersum. Hellum raakte echter in de invloedssfeer van de proost van Farmsum en werd - net als Siddeburen - bij deze proosdij gevoegd. Nadat het Schildmeer was ontstaan, bleven de landerijen aan de overkant van het meer (Overschild) bij de dorpen Hellum en Schildwolde horen.
Het dorp heeft een oude, grotendeels romaanse kerk die rond 1100 gebouwd werd en vele malen vernieuwd werd. Het is de oudste kerk van de voormalige gemeente Slochteren en heeft de twee oudste rouwborden van de provincie Groningen. Een ervan is van de dorpsheer Frans Rengers (ov. 1562), die een borg ten zuidoosten van de kerk bewoonde.
Op zondag 23 december 1962 vond het "drama van Hellum" plaats, waarbij vier mensen om het leven kwamen. Het ging om twee volwassen mannen en twee kinderen van 11 en 12 jaar. De jongens verdronken bij het schaatsen op het Schildmeer; de mannen kwamen om het leven toen zij het meer opgingen om de jongens te zoeken.

## Borg
Het steenhuis van de familie Menolda wordt al  aan het einde van de 13e eeuw genoemd in de Kloosterkroniek van Wittewierum. De Rebben Menoldaheerd met de bijbehorende stenen huis en de daaraan verbonden heerlijke rechten worden vermeld in 1459, als deze bezittingen in handen zijn geraakt van de familie Rengers van Scharmer. De borg werd later bewoond door dorpsheer Frans Rengers (ov. 1568), aan wie een rouwbord in de kerk herinnert. De borg met het schathuis, twee schuren en een heerlijck bos (1686) kwamen vervolgens in handen van de families Ripperda en Rengers op het Huis te Farmsum, die tevens heren van Siddeburen en Oostwold waren. Het gebouw werd tussen 1714 en 1745 gesloopt, de grachten rond 1900 gedempt.
Aan de heerlijkheid waren de rechtspraak in Hellum en half Schildwolde, het benoemingsrecht van de predikant en schoolmeester alsmede het jacht- en visrecht verbonden. Deze rechten gingen in de 18e eeuw over op de familie Wijchgel op Schattersum te Schildwolde. Het collatierecht, het jachtrecht en de visvangst op het Schildmeer werden in 1877 voor het laatst te koop aangeboden.

## Buurtschappen
Hellum was oorspronkelijk verdeeld in drie buurtgilden of klauwen: Menoldaklauw (Eeldinge Buijrklufft, met een deel van het Gaervelt), Hofsterklauw (Eewinge Buijrklufft, met kerk en kerkhof) en Oosterklauw (Tjaddebornder Buirkluft). Het dorp vormde één rechtstoel met het grootste deel van Schildwolde. Het vormde tevens een afzonderlijke schepperij binnen het Woldzijlvest, waartoe ook de Jeldingaklauw te Schildwolde werd gerekend. De boerderijen aan de overzijde van het Schildmeer werden tot het Eekwerder Klein eed gerekend.
Rond 1700 bestond het dorp uit vier tot zes buurtschappen:
- Westeinde
  - In de Bovenhuizen en aan de weg
  - Benedenhuizen of Akkereinden
- In 't Loeg ('dorp')
- Oosteinde
  - Aan de weg en in de Bovenhuizen
  - Benedenhuizen of Akkereinden
- Over 't Schild (met het latere Schildhuizen).

Bij de invoering van het kadaster rond 1820 werden deze buurten samengevoegd tot de secties Helm, Schildland, Boven-Vennen en Over-Schild.
Het dorp bestond uit drie bewoningslinten: een rij huizen aan de noordrand van het dorp (Benedenhuizen of Akkereinden), een rij huizen langs de Hoofdweg en een rij huizen ten zuidoosten van het dorp (Bovenlanden). Deze molenpolder uit het einde van de 18e eeuw werd naar ook wel Zandwerf genoemd. De weilanden in het voormalige hoogveengebied langs de Siepsloot stonden bekend als Bovenvennen. Daarnaast stond er in alle drie dorpen een handvol huizen langs het Schildmeer, waarvan de bewoners in de 17e eeuw de Schiltjers werden genoemd. Dit gebied heette in de 19e eeuw het 't Schild of het Schildland. De Dellen (in het verlengde van de Deldenlaan en genoemd naar het meertje de Dellen) gold als een afzonderlijk buurtschap met rond 1900 een handvol arbeidershuizen. De opeenvolgende bewoningslinten waren ontstaan toen men vanwege bodemdaling hoger op het veen was gaan wonen. Dit is in het zuidelijke deel van het dorp (het Westeinde) kennelijk eerder gebeurd dan in het noorden (het Oosteinde).
In 1879 telde het dorp zelf 18 huizen, met nog eens 16 in de Akkereinden en 21 in Bovenhuizen. Vier huizen stonden er in 't Veen, acht huizen in 't Schild en De Dellen. In de jaren daarop groeide het dorp snel uit zijn voegen (176 huizen in 1910). De aangrenzende buurten groeiden vast aan de dorpskern. Er ontstond een laddervormige structuur met dwarslaantjes die aan de Hoofdweg waren verbonden. Achter de kerk ontstond een nieuwbouwwijkje. Verder afgelegen woningen die het zonder nutsvoorzieningen moesten doen, werden meest afgebroken.
De buurtschappen gaven hun naam aan enkele waterschappen of molenpolders: Schildjerpolder (1791), Zandwerf of Hellumer molenpolder (1792/1861), Tetjehornderpolder (1799/1868) en Overschild (1855/1870).
De rechtplaats of het kaakheem van de rechtstoel Hellum en half Schildwolde bevond zich ten zuiden van de kerk (nu: Bovenpad 1).

## Dorpswapen
Het dorpswapen van de parochie Hellum beeldt Walfridus uit, een heilige wiens verering verbonden was met de ontginning van het veenlandschap.

## Foto's

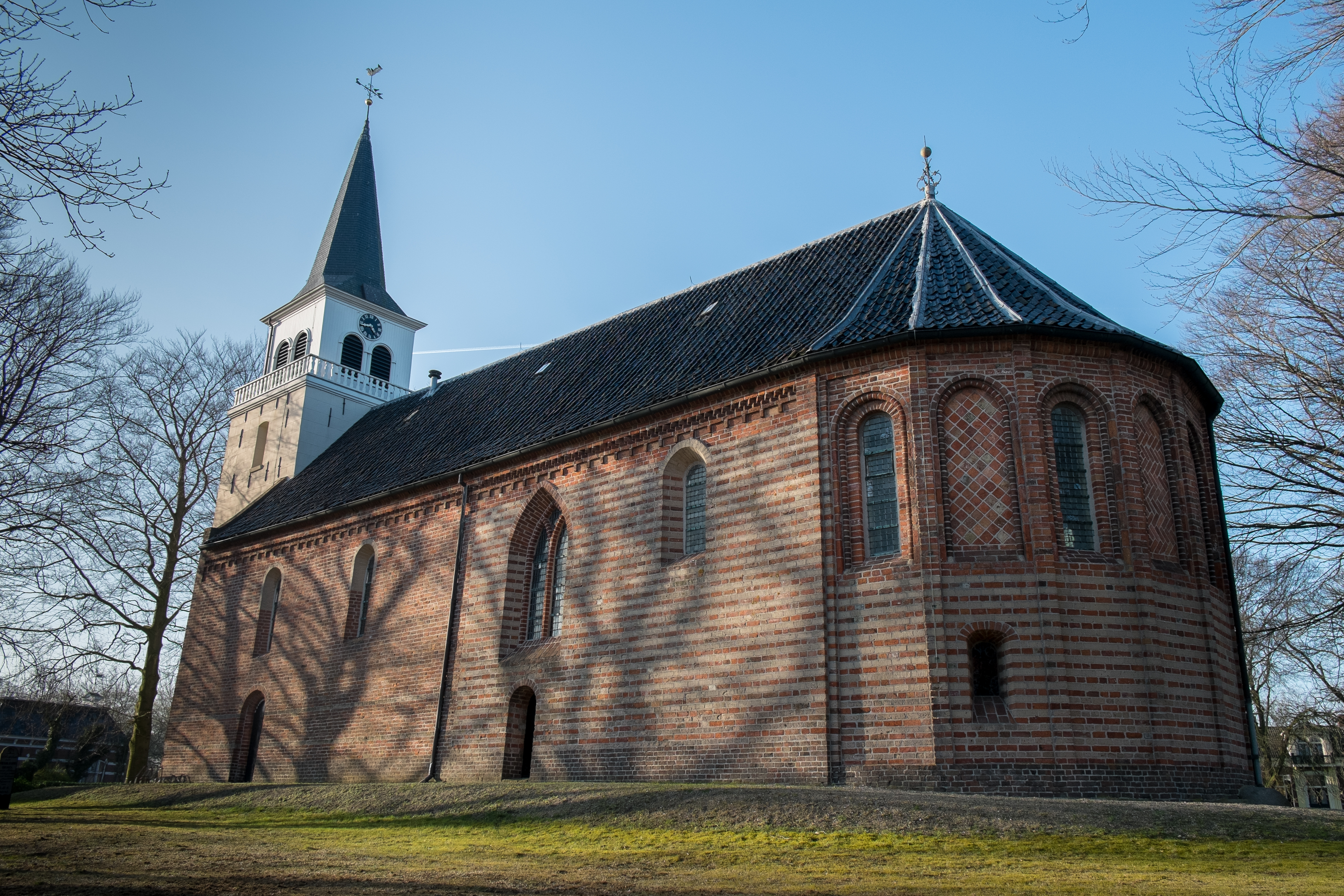
Kerk van Hellum
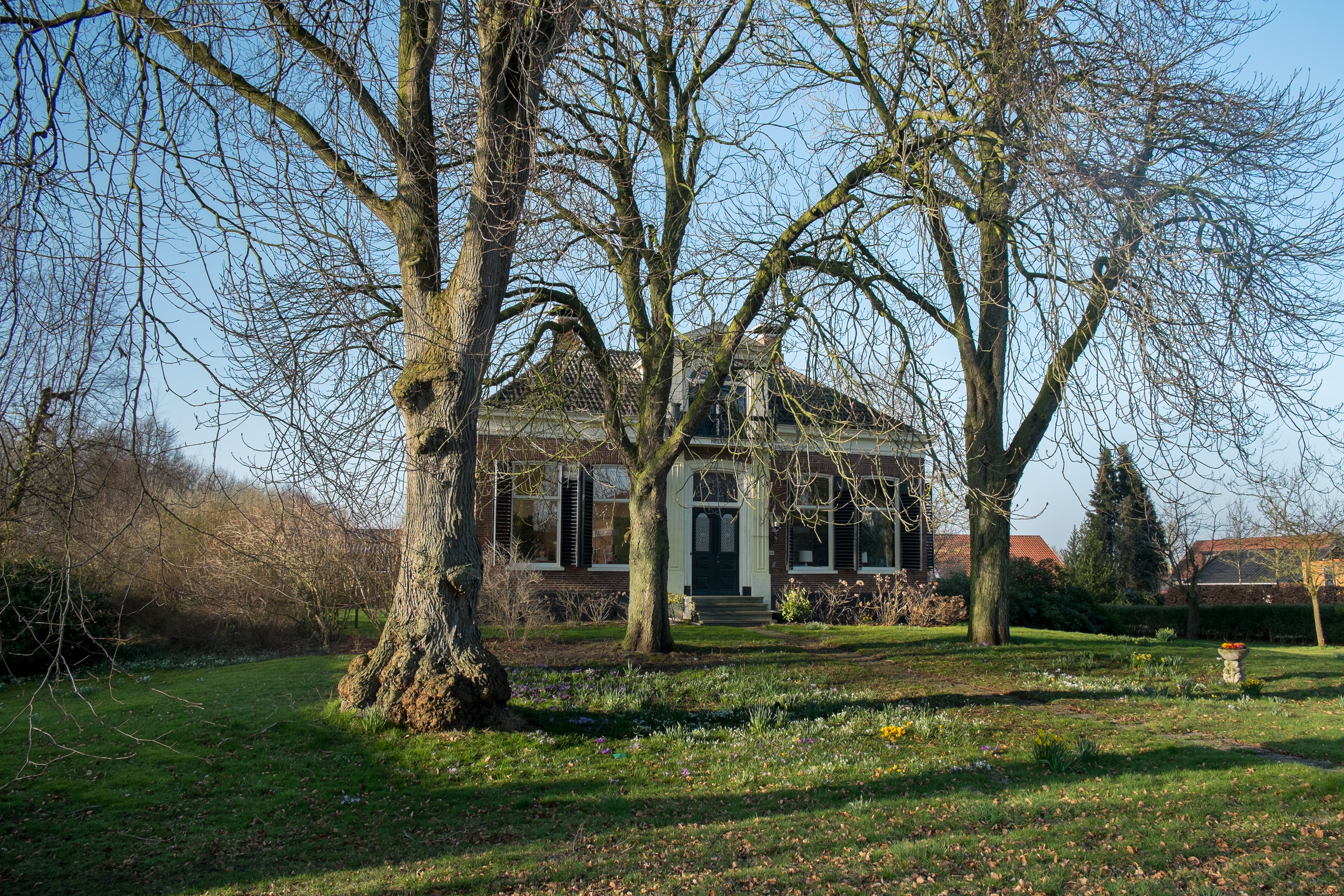
Helmheerd: Voormalige pastorie uit 1855 tegenover de kerk

## Geboren
- Nanning Theodoricus Wildeman (1798-1885), burgemeester
- Jan Hendrik Mulder (1895-1971), waarnemend burgemeester van Eenrum
- Christiaan Hof (1980), zanger, producer en songwriter